# 斯蒂芬·J·沃伦
斯蒂芬·J·沃伦是一位英国天文学家，伦敦帝国学院教授，博士毕业于牛津大学，知名于发现了类星体ULAS J1120+0641.。